# XM723

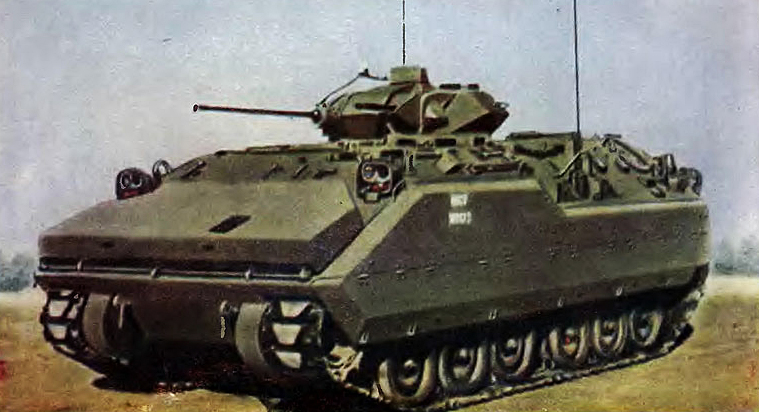
Прототип XM723

XM723 (англ. Mechanised Infantry Combat Vehicle XM723) — дослідний прототип бойової машини піхоти США, розроблений у 1970-х роках. Програма створення нової БМП ініційована в 1972 році, після провалу проєкту основного бойового танка MBT-70 і пов'язаної з ним програми MICV-70. У листопаді 1972 року після вивчення пропозицій, поданих різними фірмами, замовлення вартістю $ 29,3 млн, на розробку нової БМП і виробництво трьох її прототипів і 12 передсерійних машин, видали фірмі Pacific Car and Foundry.
Принциповими рішеннями, успадкованими від концепції, реалізованої в XM701 (MICV-65), були: плаваюча БМП загальною місткістю 12 осіб (3 + 9); двомісна башта, оснащена малокаліберною автоматичною гарматою; бронювання, що забезпечує захист машини з передніх напрямків обстрілу від снарядів 23-мм гармати, а з боку бортів і корми — від вогню 14,5-мм кулемета КПВТ.
Перший прототип XM723 виготовлено 1974 року, а до літа 1975-го завершено ще два зразки. Випробування нової БМП тривали аж до 1976 року і в цілому проходили успішно. Планували почати серійне виробництво XM723 в 1978 році, але армію США не задовольняла висока вартість БМП — близько $ 233 000. Через це 1976 року вирішено відмовитися від подальших робіт за проєктом та ініціювати нову програму з розробки дешевшої машини з використанням напрацювань по XM723, що дало змогу створити БМП M2 «Бредлі», яку запущено в серійне виробництво 1980 року.